# Teatr Narodowy Somalii
Teatr Narodowy Somalii – teatr położony w centrum Mogadiszu.

## Historia
Został otwarty w 1967 roku. Został zamknięty po rozpoczęciu wojny domowej na początku lat 90. XX w.. Później był okresowo odnawiany przez władze lokalne w latach 2011–2012.
Po pracach renowacyjnych został ponownie otwarty 19 marca 2012 roku.
W 2021 roku po raz pierwszy po ponownym otwarciu wystawiono sztukę. Frekwencja spektaklu wyniosła około 6 tys. widzów.